# حقوق الإنسان في الكويت

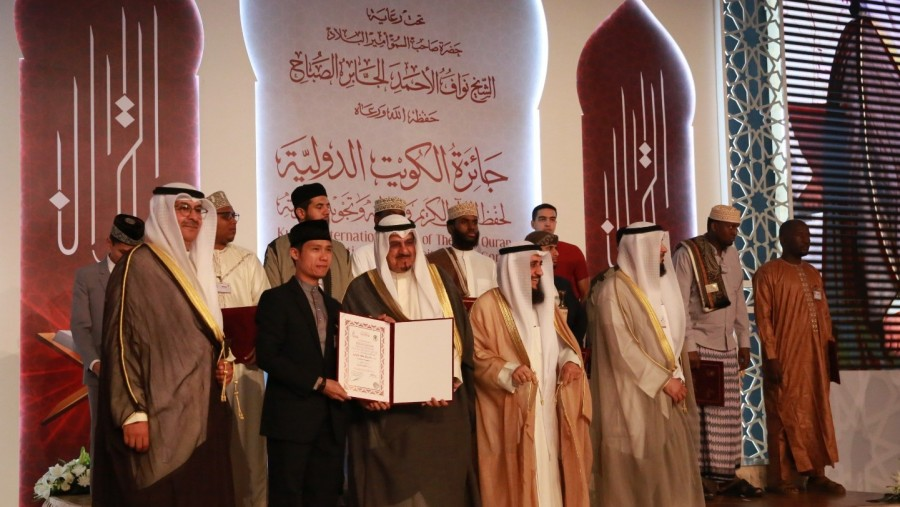
جائزة الكويت الدولية

حقوق الإنسان في الكويت هي حقوق مستمدة من دستور الكويت الذي كُتِب في العام 1961، ومجموعة من المعاهدات الدولية.
- البدون: هناك مائة ألف من البدون في الكويت. البدون هم مواطنون يعيشون في الكويت، لا حملون الجنسية الكويتية. وتعتقد الحكومة الكويتية أن معظم البدون هم ليسوا كويتيين بل مواطنون أجانب جاءوا إلى الكويت من البلدان المجاورة. ويعتبرون في الكويت من المهاجرين المقيمين بصورة غير شرعية على أرض الكويت وهو ما يرفضه البدون.[2]

- حقوق المرأة: تعتبر المرأة الكويتية من بين أكثر النساء المتحررات في منطقة الشرق الأوسط. أظهرت الإحصاءات في عام 2013، مشاركة 46.7٪ من النساء الكويتيات في القوى العاملة.[3] يتم التمييز النساء في الكويت في ظل قانون الأسرة. الأطفال الذين ولدوا من أم كويتية وأب غير الكويتي لا يحصلون على الجنسية الكويتية، إلا إذا كان الأب قد مات، وأسرى الحرب أو الأمهات المطلقات.[4]

- العمالة الوافدة: في يونيو 2007، وجد أن الكويت من بين أسوأ البلدان فيما يتعلق بالإتجار بالبشر بحسب تقرير أصدرته وزارة الخارجية الأمريكية. وذلك التقييم جاء بسبب عدم قيام حكومة الكويت بأي تحرك لمعالجة المشكلة. يخضع بعض العمالة الوافدة لظروف خدمة غير طوعية من قبل مشغليهم في الكويت. فيتعرضون للأذى والإساءة جسديا وجنسيا، عدم دفع مرتباتهم، التهديدات، الإقامة الإجبارية ومنع جوازات سفرهم عنهم وتقييد حرية حركتهم.[5][6]

## المعاهدات
الكويت طرف في العديد من المعاهدات الدولية لحقوق الإنسان، بما في ذلك
- العهد الدولي الخاص بالحقوق الاقتصادية والاجتماعية والثقافية
- العهد الدولي الخاص بالحقوق المدنية والسياسية
- اتفاقية القضاء على جميع أشكال التمييز العنصري
- اتفاقية القضاء على جميع أشكال التمييز ضد المرأة
- الاتفاقية التكميلية لإبطال الرق وتجارة الرقيق والأعراف والممارسات الشبيهة بالرق
- اتفاقية قمع الاتجار بالأشخاص واستغلال بغاء الغير
- اتفاقية الأمم المتحدة لمناهضة التعذيب
- اتفاقية حقوق الطفل
- اتفاقية حظر أسوأ أشكال عمل الأطفال والإجراءات الفورية للقضاء عليها
- الاتفاقية المتعلقة بالعمل الجبري أو الإلزامي
- اتفاقية الحرية النقابية وحماية حق التنظيم
- اتفاقية إلغاء العمل الجبري
- اتفاقية التمييز (في الاستخدام والمهنة)
- اتفاقية مناهضة التمييز في التعليم

## العمال المهاجرون
ويتعرض بعض العمال المهاجرين لشروط الاستعباد القسري من قبل أصحاب العمل في الكويت. وكان العمال عرضة للإيذاء البدني والجنسي، وعدم دفع الأجور، والتهديد، والولادة في المنزل، وحجز جوازات السفر لتقييد حريتهم في التنقل.

## البدون
هناك 100 ألف بدون في الكويت. ويقال إن البدون هم أشخاص عديمو الجنسية. وتعتقد الحكومة الكويتية أن معظم البدون من الرعايا الأجانب من الدول المجاورة. وتعتبر الكويت المهاجرين البدون غير الشرعيين.

### مطالبات حقوقية
صدرت الكثير من المطالبات الحقوقية الدولية تطلب من الحكومة الكويتية الوفاء بوعودها بمعالجة مطالب «البدون» في الجنسية

## حقوق المرأة
النساء الكويتيات من بين النساء الأكثر تحررا في منطقة الشرق الأوسط. وفي عامي 2014 و 2015، احتلت الكويت المرتبة الأولى بين البلدان العربية في التقرير العالمي عن الفجوة بين الجنسين. وفي عام 2013، شاركت 53٪ من النساء الكويتيات في القوى العاملة. وتفوق النساء الكويتيات عدد الرجال في القوى العاملة. وفي ختام زيارة استمرت 9 أيام إلى الكويت في 15 ديسمبر 2016، أشاد فريق الأمم المتحدة العامل المعني بمسألة التمييز ضد المرأة في القانون والممارسة الكويتية بإنجازاتها في مجال التعليم وفي قوة العمل، لكنه حذر من استمرار الحواجز، سواء في القانون أو في الممارسة العملية، على طريق سعي المرأة لتحقيق المساواة الكاملة

## «حقوق المثليين»
وقد يواجه «المثليون» الذين يعيشون في الكويت قوانين تجرم فعلهم ومواقف عامة. وينظر إلى «المثلية» الجنسية والتحول الجنسي على نطاق واسع على أنها أنشطة غير أخلاقية، غالبا ما تعزى إلى التأثيرات الأجنبية. ويعاقب القانون على هذه الأنشطة باعتبارها فجوراً، وفجوراً عاماً، وحتى مخالفةً لتعاليم الإسلام المعترف بها.

## حرية الإعلام
- جميع أشكال الأخبار ووسائل الإعلام والترفيه، تخضع للرقابة الحكومية.
- يحظر المحتوى الذي يحرج أو يشتكي أفراد العائلة المالكة أو الزعماء الدينيين أو القيم الدينية المعترف بها.
- يحظر عرض المحتوى الذي يتضمن مشاهد عري أو سلوكا جنسيا أو أي محتوى إباحي أو يعبر عن تأييد للمواقف الجنسية.
- الصوت عبر بروتوكول الإنترنت قانوني في الكويت.[17]

### تقارير حقوقية
وفقا لتقرير صادر عن «مراسلون بلا حدود» في عام 2009، فإن الكويت تشارك في تصفية بعض أنشطة الإنترنت المنتشرة والتصفية الانتقائية في المناطق الأمنية. الهدف الأساسي لتصفية الإنترنت هو المواد الإباحية. وتنظم وزارة الاتصالات الكويتية مزودي خدمة الإنترنت، مما يجعلهم يمنعون المواد الإباحية والمواقع الإلكترونية المضادة للأمن.

### الذات الأميرية
صدرت أحكام على عدد من المعارضين والناشطين، بتهمة إهانة الأمير، منذ أواخر عام 2014، ما أثار غضب منظمات تعنى بحقوق الإنسان. وذكرت هيومن رايتس ووتش في تقرير لها سنة 2015 أن السلطات الكويتية انقضت بقوة القانون على حرية الرأي والتعبير خلال العام الماضي. وفي تقرير 2017 ذكرت هيومن رايتس ووتش أن السلطات الكويتية تذرعت بأحكام في الدستور، قانون العقوبات، قانون المطبوعات والنشر، قانون إساءة استعمال الاتصالات الهاتفية وأجهزة التنصت، قانون التجمعات العامة والاجتماعات، وقانون الوحدة الوطنية لمقاضاة صحفيين وسياسيين ونشطاء على مدى السنوات القليلة الماضية لانتقاد الأمير والحكومة. كما أن قانون مكافحة الجرائم الإلكترونية، الذي دخل حيز التنفيذ في 2016، يتضمن قيودا شديدة على حرية التعبير على الإنترنت، مثل عقوبة السجن والغرامة بتهمة إهانة الأمير.